# Bjernede Sogn
Bjernede Sogn 
ist eine Kirchspielsgemeinde (dän.: Sogn)
auf der Insel Sjælland im südlichen Dänemark.
Bis 1970 gehörte sie zur Harde Alsted Herred im damaligen Sorø Amt, danach zur Sorø Kommune im Vestsjællands Amt, die im Zuge der  Kommunalreform zum 1. Januar 2007 in der „neuen“ Sorø Kommune in der Region Sjælland aufgegangen ist.
Im Kirchspiel leben 579 Einwohner (Stand: 1. Januar 2023).

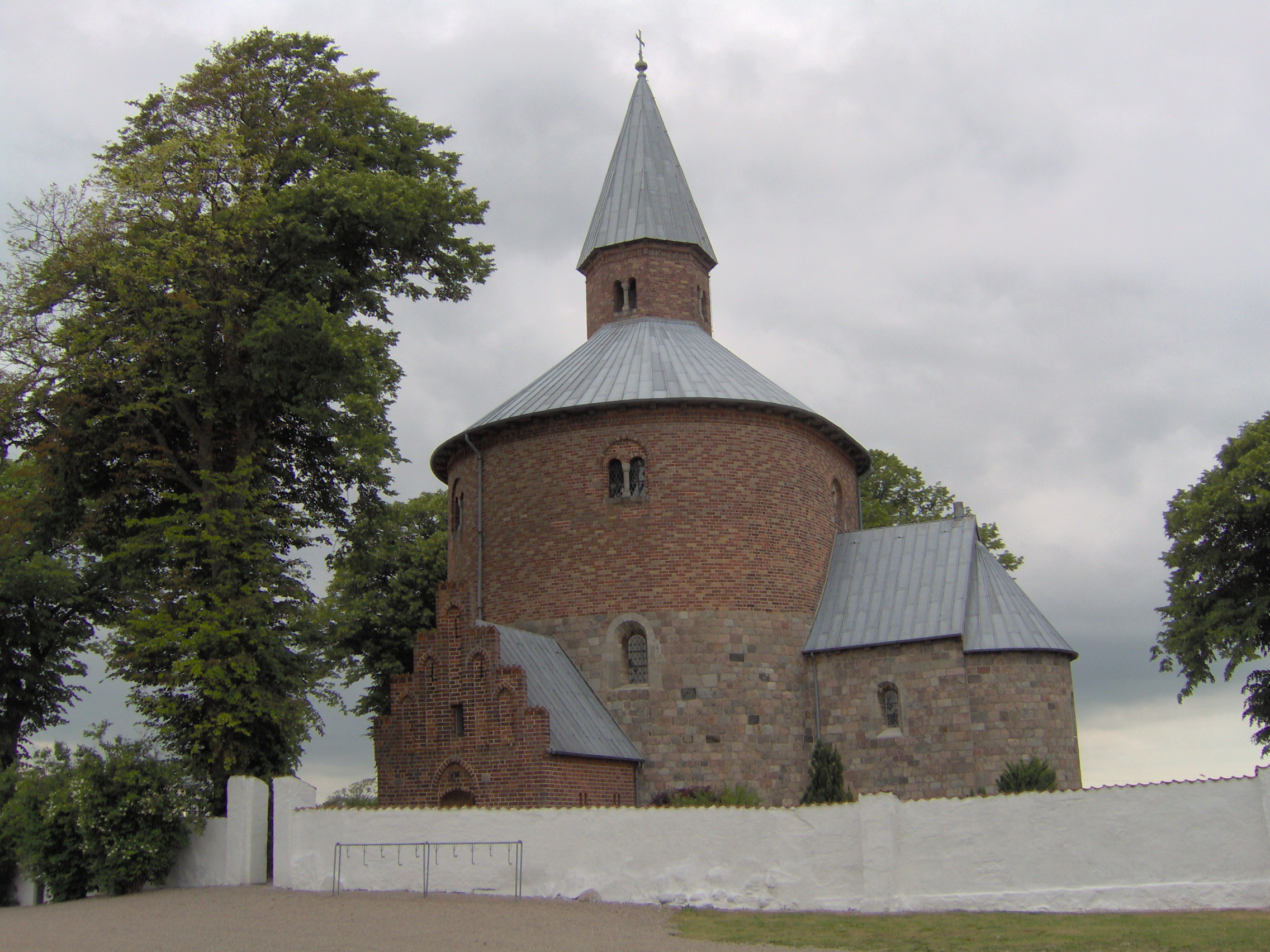
Bjernede Kirke

Im Kirchspiel liegt die Rundkirche „Bjernede Kirke“.
Nachbargemeinden sind im Südosten Fjenneslev Sogn, im Süden Slaglille Sogn, im Westen Pedersborg Sogn, im Nordwesten Munke Bjergby Sogn und im Norden Kirke Flinterup Sogn, ferner in der östlich benachbarten Ringsted Kommune Gyrstinge Sogn.